# Branko Kralj
Branko Kralj (Zágráb, 1924. március 10. – Zágráb, 2012. december 18.) horvát labdarúgókapus.
A jugoszláv válogatott tagjaként részt vett az 1954-es labdarúgó-világbajnokságon.